# Setanta-u
El setanta-u és un nombre natural que segueix el setanta i precedeix el setanta-dos. És un nombre primer, que s'escriu 71 o LXXI segons el sistema de numeració emprat. La suma dels nombres primers menors que 71 dona 568, que és divisible per 71.

## En altres dominis
- És el nombre atòmic del luteci.[2]
- Designa l'any 71 i el 71 aC.